# Microthremma lobatum
Microthremma lobatum is een schietmot uit de familie Helicophidae. De soort komt voor in het Neotropisch gebied.